# Treball sionista
El Treball sionista (תנועת העבודה הציונית) és un nom general donat a tot partit, moviment o grup, els ideals dels quals es basen en el treball com un requisit previ per a la realització del projecte sionista, i sobre l'obligació moral per a cada membre dels Yixuv de contribuir a la construcció d'una nova economia així com una nova societat.

## Història
Durant la segona meitat del segle xix, dues línies de pensament van diferir sobre la història del moviment del Treball sionista, que van generar un punt d'inflexió en la història del poble jueu; la primera línia veu en el retorn al sionisme el camí de la redempció del poble a la Terra d'Israel, amb mires a la creació d'un estat jueu; la segona es refereix a les doctrines del socialisme i proposa la resolució dels desafiaments econòmics globals com una solució als problemes dels jueus. El moviment del Trebal sionista fa aleshores un esforç per acostar aquests dos moviments. Amb això en]ment al principi del segle XX neixen els partits Poalé Tsiyyon i Hapoel Hatzair, que plantegen la idea d'implementar el treball dels jueus com a condició a la realització de l'ideal sionista. David Gordon té un paper destacat en el Treball sionista. Ell creu que reformes intel·lectuals transformarien la visió del treball que fins aleshores tenia el poble jueu, per fer del «treball» el valor suprem dels defensors de la realització personal a través del sionisme.
Dintre del moviment Poalé Tsiyyon apareix una nova divergència de pensament entre aquells que estan planejant el seu nou futur a la Terra d'Israel, i aquells que estan considerant una potencial instal·lació fora de les fronteres de Sió. El debat va esclatar en el Consell de Poalé Tsiyyon, aleshores dirigit per Dov-Ber Borochov a Poltava el 1906. Al Congrés Mundial de Poalé Tsiyyon que es van reunir un any més tard a la Haia, es va decidir en una posició comuna per la que es posava a la Terra Israel com l'únic lloc per a la realització política del poble jueu en contra de les idees del Sionisme territorialista.
A més a més de la dissensió ideològica, les opinions deferixen pel que fa a com aconseguir pràcticament els objectius dels treballadors sionistes. Alguns es refereixen als ideals socialistes-marxistes, d'altres defensen el sionisme-socialisme, d'altres finalment rebutgen qualsevol compromís amb el socialisme. Molts dels líders sionistes neixen d'aquestes guerres d'idees; Dov-Ber Borochov, l'anàlisi del qual del sionisme està influïda pel marxisme i la lluita de classes; Nahman Sirkin que defensa les idees del sionisme-socialisme mentre qüestiona els mètodes marxistes que, segons Sirkin, no estan adaptats a la situació del poble jueu; David Gordon que, encara que allunyat de l'ideal socialista, planteja el «treball» com el valor suprem del projecte sionista.

## Segona Aliyyà

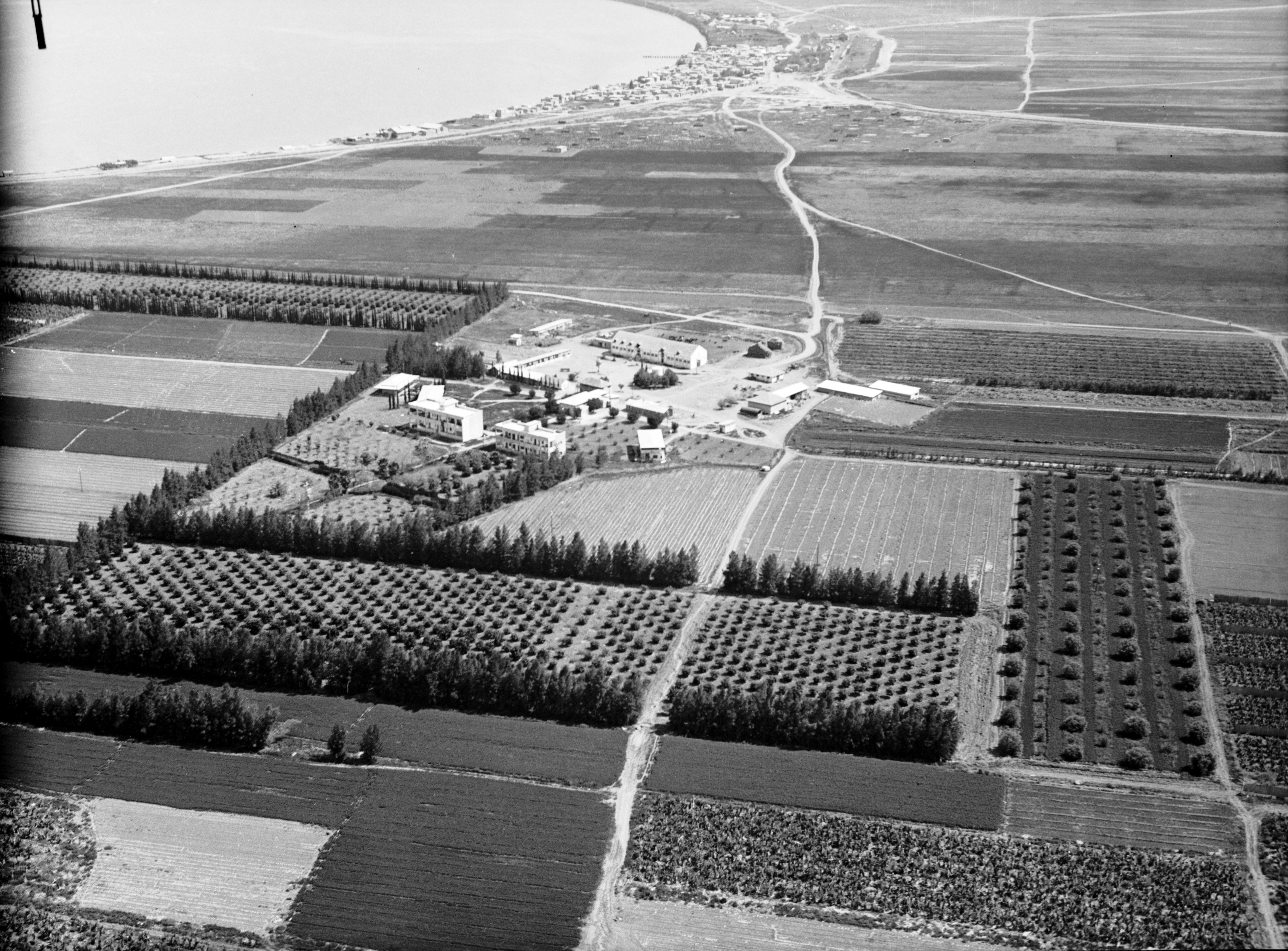
Vista de Degania (1931), primer quibuts creat el 1909 con sistema comunal d'assentament agrícola a la regió.

Aquest moviment de pensament va néixer durant l'emigració jueva a Palestina: Segona Aliyyà (1904-1914), la majoria d'immigrants de la qual defensava les idees de redempció de l'Home i la Terra mitjançant el treball. Els immigrants eren principalment idealistes, inspirats en els ideals sionistes i revolucionaris que es gestaven en les comunitats jueves de l'Imperi Rus. Aquestes persones van tractar de crear un sistema comunal d'assentaments agrícoles a la regió, en un primer moment també desitjaven una societat centrada en el treball col·lectiu, en el qual ningú fos empleat de ningú, i on els capatassos no hi tinguessin cabuda. Era en la base dels principals components socials de l'establiments obrers, com el kvutza ("grup"), el quibuts o el moixav. El primer quibuts, Degania, fou creat el 1909.
A causa de les nombroses dificultats sofertes pels immigrants, una gran majoria d'ells, es van anar als Estats Units on n'hi havia moltes més oportunitats econòmiques. Entre els anys 1907-1914, quasi 1,5 milions de jueus van passar per l'Ellis Island, mentre que únicament uns 20 000 van emigrar a Palestina.

## Tercera Aliyyà i Mandat Britànic de Palestina
L'ona d'immigració de la Tercera Aliyyà (1919-1923), marcada pel clima inestable de la Revolució Russa de 1917, comporta un renaixement del corrent socialista dintre del Yishuv basada en els valors de justícia e igualtat. Són aquests immigrants els que van fundar, entre d'altres, el Batalló del Treball, grup de treball socialista sionista durant el Mandat Britànic de Palestina i van establir quibuts. Del moviment Treball sionista van néixer diversos partits polítics que van marcar la política israeliana. Per exemple el Keren Hayesod va ser fundat l'any 1920 per organitzar les activitats bàsiques necessàries per a l'existència d'un estat: els serveis públics, bancaris i d'explotació de la potassa foren també creat molts abans del 1948. L'Agència Jueva n'és una organització paral·lela.

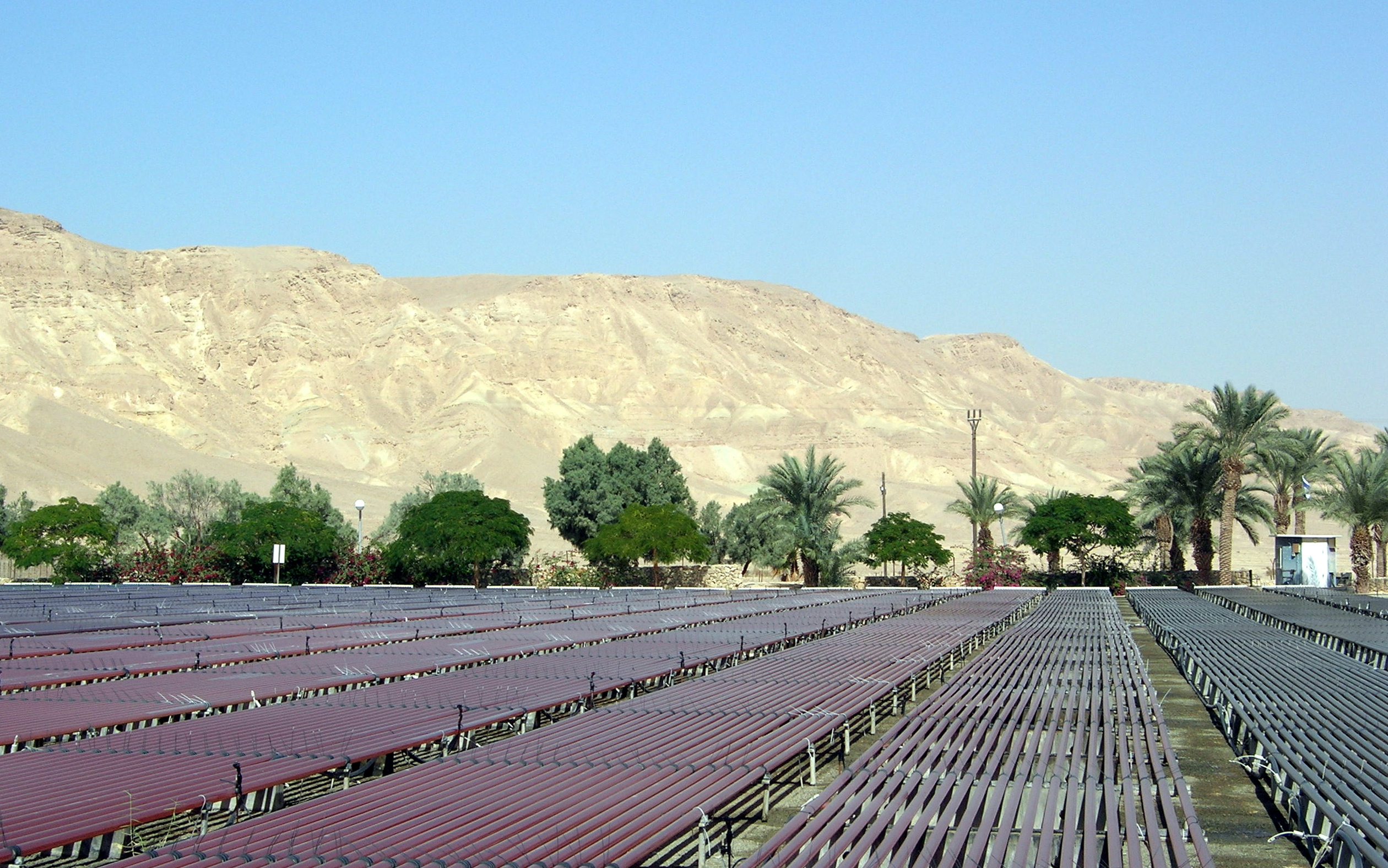
Tecnologia agrícola avançada al quibuts Ketura, fundat al novembre de 1973 per un grup de joves immigrants jueus dels Estats Units, la majoria d'ells membres del moviment juvenil sionista Young Judaea.

Durant la Tercera Aliyyà els immigrants van fundar Gdud HaAvoda i van exigir una organització unificada per a tots els treballadors, un fet que va portar a la creació de la Histadrut una federació General de sindicats de Treballadors de la Terra d'Israel que va ser fundada en desembre de 1920 a Haifa per defensar els interessos dels treballadors jueus. Va esdevenir una de les institucions més poderoses d'Israel, la Histadrut fou un dels pilars del moviment obrer i del sionisme a Palestina, a més de ser un sindicat, la creació del nou estat va fer propietària a la Histadrut d'un nombre d'empreses i de fàbriques.
Durant 1921, a la ciutat de Ben Shemen, l'Agència Jueva va establir la Estació Experimental Agrícola sota el lideratge de Yitzhak Elazari Volcani. Fou el primer institut científic en el Mandat Britànic de Palestina. L'estació va ser establerta en resposta a una proposta dels sionistes Chaim Weizmann i Arthur Ruppin, els qui van reconèixer la necessitat d'avançar en l'agricultura a Israel.

## Privatització
El març de 2007, Degania Alef va passar a sotmetre's a la privatització. En lloc de feines assignades i igual salari sota l'antiga economia comunal, la reorganització requereix que els membres trobin ocupació, visquin amb els seus ingressos i els permeti ser propietaris de les seves cases, però fins i tot ofereix una forma d'un suplement social de «xarxa de seguretat» per a membres el salari dels quals és inadequat per cobrir les seves despeses. Aquest moviment cap a la privatització va ser registrat en el documental de Yitzhak Rubin de 2008, 
Degania: The First Kibbutz Fights Its Last Battle (en hebreu:הקרב האחרון על דגניה). L'ex membre de la Kenésset, Ran Cohen va dir que "«la pel·lícula en representa tant [el] somni i [la] desil·lusió»" que va ser l'experiment del quibuts.